# Suliskongen
La Suliskongen és una muntanya del municipi de Fauske, a Nordland, Noruega. La muntanya té una altura de 1.908 msnm, i és la segona muntanya més alta del nord de Noruega.